# Midship-Gletscher
Der Midship-Gletscher (deutsch Mittschiffs-Gletscher) ist ein breiter Gletscher im ostantarktischen Viktorialand. Er fließt in der Convoy Range von den Hängen des Mount Morrison und füllt den Großteil des Alatna Valley aus.
Die neuseeländische Nordgruppe der Commonwealth Trans-Antarctic Expedition (1955–1958) kartierte ihn 1957 als Teil des Benson-Gletschers. Spätere Untersuchungen ergaben, dass die Eismassen des Gletschers trotz einer Verbindung an der Jetsam-Moräne nicht in den Benson-Gletscher übergehen. Der Midship-Gletscher gehört zu einem der geographischen Objekte der Convoy Range, denen das New Zealand Geographic Board 1994 einen nautischen Namen gab.